# Michael Caine
Michael Caine, pierw. Maurice Joseph Micklewhite Jr. (ur. 14 marca 1933 w Londynie) – brytyjski aktor teatralny i filmowy, producent filmowy i autor.
Na początku kariery aktorskiej przyjął pseudonim Michael White. Gdy okazało się, że inny aktor nazywa się tak samo, zmienił pseudonim na Caine. W 2016, w wieku 83 lat postanowił oficjalnie dokonać urzędowej zmiany imienia i nazwiska na Michael Caine.
Zagrał w ponad stu filmach. W 2000 otrzymał tytuł szlachecki nadany mu przez królową Elżbietę II. Jeden z dwóch aktorów, którzy byli nominowani do nagrody Oscara (w kategorii aktor pierwszoplanowy lub aktor drugoplanowy) w każdym dziesięcioleciu od 1960 do 2010 roku (drugim jest Jack Nicholson). Zdobywca dwóch Oscarów w kategorii najlepszy aktor drugoplanowy: pierwszego otrzymał w 1986 za rolę w filmie Hannah i jej siostry, drugiego w 1999 za rolę w filmie Wbrew regułom.

## Życiorys

### Młodość
Urodził się jako Maurice Joseph Micklewhite Jr. w londyńskiej gminie Southwark, w dzielnicy Rotherhithe lub Bermondsey jako syn Ellen Frances Marie, kucharki, i Maurice’a Josepha Micklewhite’a  Sr., tragarza na targu rybnym. Matka wychowała go w wierze protestanckiej. Miał młodszego brata Stanleya Victora (1935–2013) i starszego przyrodniego brata Davida Williama Burchella (1925–1992). Podczas II wojny światowej został ewakuowany do North Runcton, niedaleko King’s Lynn, a po wojnie rodzina zamieszkała w londyńskim Elephant and Castle (także w Southwark). W 1944 dostał się do Hackney Downs School, a po roku przeniósł się do Wilson’s Grammar School w Camberwell, którą ukończył w wieku szesnastu lat. Następnie pracował krótko jako urzędnik i posłaniec w wytwórni filmowej. W latach 1952–1954 służył w 7 Pułku Piechoty British Army w Niemczech, a także brał czynny udział w wojnie w Korei.

### Kariera

#### Lata 60.

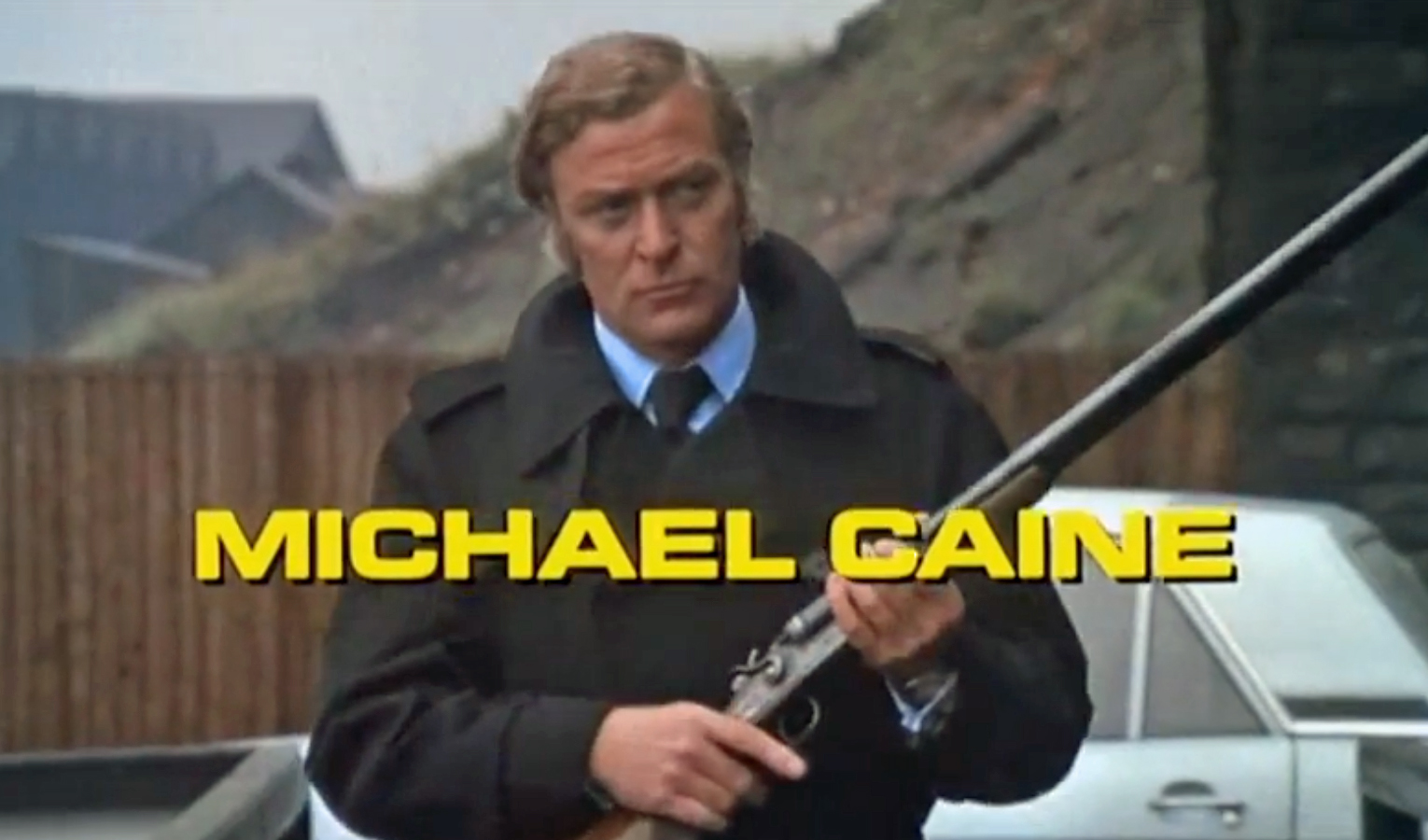
M. Caine w Dopaść Cartera

W wieku 20 lat wrócił do Wielkiej Brytanii i postanowił zostać aktorem. Na początku zatrudnił się jako asystent kierownika scenicznego w Horsham. Zmienił nazwisko na Scott, gdy jednak okazało się, że inny aktor już się tak nazywa, zdecydował się na Caine – inspiracji dostarczył mu tytuł dramatu wojennego Bunt na okręcie (w oryginale The Caine Mutiny) z Humphreyem Bogartem. Zaczął grywać role epizodyczne w Westminster Repertory Company na scenie Carfax Electric Theatre. Pierwszy znaczący sukces sceniczny osiągnął w komedii Next Time I’ll Sing To You.
Jego pierwszą kinową rolą była postać Lockyera – jednego z szeregowców w dramacie wojennym A Hill in Korea (1956) u boku Harry’ego Andrewsa, George’a Bakera, Stanleya Bakera, Roberta Shaw i Stephena Boyda. Przepustką do sławy okazała się kreacja porucznika Gonville’a Bromheada, oficera dowodzącego obroną brytyjskiej kolonii w Afryce Południowo-Wschodniej przed zuluskimi wojownikami w dramacie wojennym Zulu (1964). Wkrótce został obsadzony w roli tytułowego podrywacza Alfiego Elkinsa w komedii Lewisa Gilberta Alfie (1966), za którą otrzymał swoją pierwszą nominację do Oscara.
W filmie kryminalnym Sidneya J. Furiego Teczka Ipcress (The Ipcress File, 1965) dużą popularnością szpiega cieszyła się rola Harry’ego Palmera, którego zagrał jeszcze czterokrotnie w filmach: Pogrzeb w Berlinie (Funeral in Berlin, 1966), Mózg za miliard dolarów (Billion Dollar Brain, 1967), Czerwona zagłada (Bullet to Beijing, 1995) i Rosyjski łącznik (Midnight in St. Petersburg, 1996).
Za kreację Harry’ego Tristana Deana w hollywoodzkiej komedii kryminalnej Ronalda Neame’a Gambit (1966) z Shirley MacLaine zdobył swoją pierwszą nominację do Złotego Globu. Podczas pracy na planie filmu poznał i zaprzyjaźnił się z Johnem Wayne’em i agentem „Swifty” Lazarem. Potem wystąpił jako Charlie Croker w komedii sensacyjnej Petera Collinsona Włoska robota (The Italian Job, 1969) i jako dowódca eskadry major Canfield w dramacie wojennym Guya Hamiltona Bitwia o Anglię (Battle of Britain, 1969) o niemieckiej inwazji lotniczej na Wielką Brytanię w 1940.

#### Lata 70.

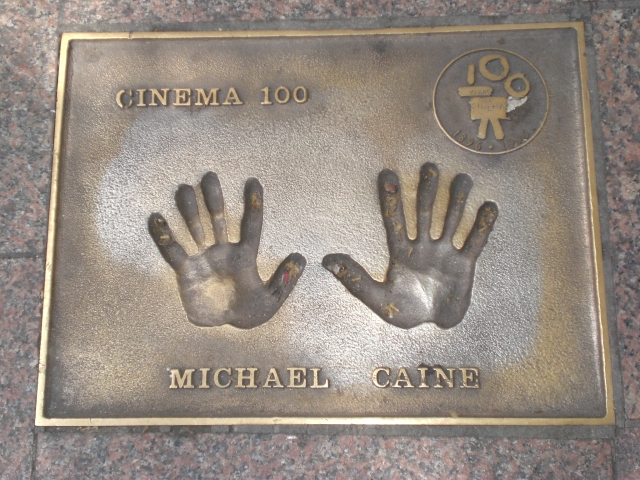
Odcisk dłoni M. Caine’a na Leicester Square, Londyn

Stał się powszechnie znany z tytułowej roli gangstera Jacka Cartera w dreszczowcu Mike’a Hodgesa Dopaść Cartera (Get Carter, 1971). Rola fryzjera Mylo Tindle’a w komediodramacie Josepha L. Mankiewicza Detektyw (Sleuth, 1972) z Laurence’em Olivierem przyniosła mu drugą nominację do Oscara. W filmie przygodowy Johna Hustona Człowiek, który chciał być królem (The Man Who Would Be King, 1975) wg opowiadania Rudyarda Kiplinga u boku Seana Connery’ego zagrał postać żołnierza brytyjskiej armii Peachy Carnehan'a. W filmie sensacyjno-wojennym Johna Sturgesa Orzeł wylądował (The Eagle Has Landed, 1976), adaptacji powieści Jacka Higginsa, obok takich aktorów jak Donald Sutherland, Robert Duvall i Donald Pleasence wystąpił w roli pułkownika Kurta Steinerta. W kolejnym filmie wojennym Richarda Attenborough O jeden most za daleko (A Bridge Too Far, 1977) grał pułkownika Joe Vandeleura.

#### Lata 80.
Po przeprowadzce do Stanów Zjednoczonych zaczął być krytykowany za dobór ról, współpracując z takim reżyserami jak Irwin Allen, Richard Fleischer, Michael Ritchie czy Oliver Stone. Za rolę dziennikarza goniącego za sensacyjnym tematem w dreszczowcu Michaela Ritchie Wyspa (The Island, 1980) i jako psychoanalityk doktor Robert Elliott w dreszczowcu Briana De Palmy W przebraniu mordercy (Dressed to Kill, 1980) z Angie Dickinson i Nancy Allen był nominowany do Złotej Maliny. W dreszczowcu Olivera Stone’a Ręka (The Hand, 1981) wystąpił jako twórca komiksów, Jonathan Lansdale, który w wypadku samochodowym traci prawą rękę. W filmowej wersji wystawionej na Broadwayu sztuki Iry Levina Śmiertelna pułapka (Deathtrap, 1982) w reżyserii Sidneya Lumeta zagrał postać znanego autora kryminałów, zrażonego niepowodzeniem ostatniego utworu, który postanawia zamordować początkującego dramaturga (Christopher Reeve). W filmie sensacyjnym Terence’a Younga Człowiek zagadka (The Jigsaw Man, 1983) wystąpił w roli byłego szefa brytyjskich służb wywiadowczych, który przeszedł na stronę ZSRR, został poddany operacji plastycznej i wysłany do Anglii z tajną misją.
Jego kreacja w komedii Lewisa Gilberta Edukacja Rity (Educating Rita, 1983) z Julie Walters, adaptacji sztuki Willy’ego Russella, opartej na wątku dramatu G.B. Shawa Pigmaliona, została uhonorowana Złotym Globem w kategorii „Najlepszy aktor w komedii lub musicalu” i nagrodą BAFTA w kategorii „Najlepszy aktor pierwszoplanowy”. Z kolei za rolę Elliota, męża tytułowej bohaterki, w komediodramacie Woody’ego Allena Hannah i jej siostry (Hannah and Her Sisters, 1986) z Mią Farrow, Dianne Wiest i Barbarą Hershey otrzymał Oscara dla najlepszego aktora drugoplanowego.
Brał też udział w takich produkcjach jak dramat sportowy Johna Hustona Ucieczka do zwycięstwa (Escape to Victory, 1981) z Maxem von Sydow i Sylvestrem Stallone, komedia romantyczna Stanleya Donena To cholerne Rio (Blame It on Rio, 1984) u boku Josepha Bologny, kryminał Neila Jordana Mona Lisa (1986) z Bobem Hoskinsem i Cathy Tyson czy dreszczowiec Josepha Sargenta Szczęki 4: Zemsta (Jaws: The Revenge, 1987) z Lorraine Gary, Lance’em Guestem i Mario Van Peeblesem. Jako inspektor Frederick Abberline w telewizyjnym filmie kryminalnym ITV Kuba Rozpruwacz (Jack the Ripper, 1988) odebrał kolejny Złoty Glob. Był też nominowany do Złotego Globu w kategorii „Najlepszy aktor w filmie komediowym lub musicalu” za postać oszusta Lawrence’a Jamiesona w komedia kryminalna Franka Oza Parszywe dranie (Dirty Rotten Scoundrels, 1988) ze Steve’em Martinem.

#### Lata 90.
Kolejną kreacją nominowaną do Złotego Globu w kategorii „Najlepszy aktor w miniserialu lub filmie telewizyjnym” i Primetime Emmy była postać londyńskiego lekarza Henry’ego Jekylla, który przemienia się w okrutnego pana Edwarda Hyde’a w telewizyjnej adaptacji noweli Roberta Louisa Stevensona Jekyll i Hyde (Jekyll & Hyde, 1990) z Cheryl Ladd i Jossem Acklandem.
Wspólnie z Rogerem Moore’em stworzył parę naciągaczy, którzy mają sobowtórów w postaci naukowców w komedii kryminalnej Michaela Winnera Strzał w dziesiątkę (Bullseye!, 1990). W dobrze ocenionym przez krytykę filmie familijnym Opowieść wigilijna muppetów (The Muppet Christmas Carol, 1992) wystąpił w roli Scrooge’a. W komedii Petera Bogdanovicha Czego nie widać (Noises Off..., 1992) zagrał dyrektora firmy teatralnej. Ponownie wcielił się w postać Harry’ego Palmera w wydanych tylko na wideo produkcjach z Jasonem Connery: Czerwona zagłada (Bullet to Beijing, 1995) i Rosyjski łącznik (Midnight in St. Petersburg, 1996). Był antagonistą w dreszczowcu Stevena Seagala Na zabójczej ziemi (On deadly Ground, 1994).
W dramacie telewizyjnym Showtime Mandela i de Klerk (Mandela and de Klerk, 1997) w reżyserii Josepha Sargenta u boku Sidneya Poitier zagrał prezydenta RPA F.W. de Klerka. Za rolę O mały głos (Little Voice, 1998) został nagrodzony trzecim w swojej karierze Złotym Globem dla najlepszego aktora w filmie komediowym lub musicalu. Z kolei kreacja doktora Wilbura Larcha w dramacie Lasse Hallströma Wbrew regułom (The Cider House Rules, 1999), ekranizacji powieści Johna Irvinga Regulamin tłoczni win, otrzymał drugiego Oscara dla najlepszego aktora drugoplanowego.

#### Lata 2000.
W 2000 otrzymał tytuł szlachecki, nadany mu przez królową Elżbietę II. Kolejną nominację do Oscara, Nagrody BAFTA i Złotego Globu zdobył za główną rolę Thomasa Fowlera w ekranizacji powieści Grahama Greene’a Spokojny Amerykanin (The Quiet American, 2002) w reżyserii Phillipa Noyce’a i stał się tym samym jednym z dwóch aktorów, którzy byli (co najmniej) nominowani do Oscara w każdym dziesięcioleciu od 1960 do 2010 roku (tym drugim jest Jack Nicholson). Wystąpił w nowych wersjach legendarnych filmów: Dorwać Cartera (Get Carter, 2000) jako Cliff Bumby z Sylvestrem Stallone i Pojedynek (Sleuth, 2007) w reżyserii Kennetha Branagha jako Andrew Wyke z Jude’em Law.
Michael Caine był obecny na ekranie w wielu komediach, w tym Miss Agent (Miss Congeniality, 2000) Donalda Petriego z Sandrą Bullock, Austin Powers i Złoty Członek (Austin Powers in Goldmember, 2002) z Mikiem Myersem, Wakacje Waltera (Secondhand Lions, 2003) z Haleyem Joelem Osmentem, Czarownica (Bewitched, 2005) Nory Ephron z Nicole Kidman, Prognoza na życie (The Weatherman, 2005) Gore’a Verbinskiego z Nicolasem Cage, Podróż na Tajemniczą Wyspę (Journey 2: The Mysterious Island, 2012) na podstawie powieści Juliusza Verne’a z Dwayne’em Johnsonem, W starym dobrym stylu (Going in Style, 2017) Zacka Braffa z Morganem Freemanem.
Christopher Nolan powierzył mu role w swoich produkcjach: Prestiż (The Prestige, 2006) z Hugh Jackmanem, Incepcja (Inception, 2010) z Leonardo DiCaprio i Dunkierka (Dunkirk, 2017) z Tomem Hardy, a także obsadził go w roli Alfreda Pennywortha, kamerdynera Bruce’a Wayne’a (Christian Bale), w trylogii o Batmanie: Batman: Początek (Batman Begins, 2005), Mroczny Rycerz (The Dark Knight, 2008) i Mroczny Rycerz powstaje (The Dark Knight Rises, 2012).
W 2017 za rolę wybitnego kompozytora Freda Ballingera w dramacie Paolo Sorrentino Młodość (Youth, 2016) z Harveyem Keitelem i Rachel Weisz zdobył nagrodę jako Najlepszy Europejski Aktor.

## Życie prywatne
3 kwietnia 1954 ożenił się z Patricią Haines, z którą ma córkę Dominique „Nikki” Caine (ur. 1956). Rozwiódł się w 1958. W dniu 8 stycznia 1973 poślubił Shakirę (z domu Baksh), Miss Gujany 1967. Mają córkę Natashę (ur. 1973).

## Filmografia
| - 1956 Marynarzu strzeż się! (Sailor Beware!) – marynarz - 1956 A Hill in Korea – szer. Lockyer - 1957 Jak zamordować bogatego wujka (How to Murder a Rich Uncle lub Uncle George)) – Gilrony - 1957 Requiem for a Heavyweight – bokser - 1957 The Steel Bayonet – epizod - 1958 Passport to Shame – pan młody - 1958 A Woman of Mystery – Johnathan - 1958 Blind Spot – Johnny Brent - 1958 Carve Her Name with Pride – dowódca skrzydła - 1958 The Two-Headed Spy – agent Gestapo - 1958 Klucz (The Key) – epizod - 1959 Zdrajca jest wśród nas (Danger Within) – jeniec - 1960 No Wreath for the General – posterunkowy - 1960 The Bulldog Breed – marynarz - 1961 Foxhole in Cairo – Weber - 1961 Ring of Truth – posterunkowy Wimbush - 1961 Statek, który nie mógł się zatrzymać (The Ship That Couldn’t Stop) – sternik - 1961 Dzień, w którym Ziemia stanęła w ogniu (The Day the Earth Caught Fire) – policjant - 1961 Walk a Crooked Mile – posterunkowy - 1962 Solo for Sparrow – Paddy Mooney - 1963 Funny Noises with Their Mouths – Johnny - 1963 Na tropie policjantów (The Wrong Arm of the Law) – policjant - 1964 Hamlet – Horatio - 1964 The Other Man – George Grant - 1964 Zulu – por. Gonville Bromhead - 1965 Teczka Ipcress (The Ipcress File) – Harry Palmer - 1966 Alfie – Alfie Elkins - 1966 Gambit – Harold Harry Dean - 1966 Pogrzeb w Berlinie (Funeral in Berlin) – Harry Palmer - 1966 The Wrong Box – Michael Finsbury - 1967 Mózg za miliard dolarów (Billion Dollar Brain) – Harry Palmer - 1967 Szybki zmierzch (Hurry Sundown) – Henry Warren - 1967 Siedem razy kobieta (Woman Times Seven) – nieznajomy - 1967 Tonite Let’s All Make Love in London – w roli siebie samego - 1968 Brudna gra (Play Dirty) – kpt. Douglas - 1968 Deadfall – Henry Clarke - 1968 Wedding of the Doll – w roli siebie samego - 1968 Mag (The Magus) – Nicholas Urfe - 1969 Bitwa o Anglię (Battle of Britain) – dowódca eskadry Canfield - 1969 Cornelius – Cornelius - 1969 Male of the Species – Cornelius - 1969 Włoska robota (The Italian Job) – Charlie Croker - 1970 Simon Simon – w roli siebie samego - 1970 Spóźniony bohater (Too Late the Hero) – szer. Tosh Hearne - 1971 Kidnapped – Alan Breck - 1971 Dopaść Cartera (Get Carter) – Jack Carter - 1971 Ostatnia dolina (The Last Valley) – kapitan - 1972 Detektyw (Sleuth) – Milo Tindle - 1972 Pulp – Mickey King - 1972 Zee and Co. – Robert Blakeley - 1974 Wiatraki śmierci (The Black Windmill) – mjr John Tarrant - 1974 Marsylski kontrakt (The Marseille Contract) – John Deray - 1975 Człowiek, który chciał być królem (The Man Who Would Be King) – Peachy Carnehan - 1975 Peeper – Leslie C. Tucker - 1975 Romantyczna Angielka (The Romantic Englishwoman) – Lewis Fielding - 1975 Na tropie Wilby’ego (The Wilby Conspiracy) – Jim Keogh - 1976 Harry i Walter jadą do Nowego Jorku (Harry and Walter Go to New York) – Adam Worth - 1976 Orzeł wylądował (The Eagle Has Landed) – płk Kurt Steiner - 1977 O jeden most za daleko (A Bridge Too Far) – ppłk Joe Vandeleur - 1977 Srebrny interes (Silver Bears) – Doc Fletcher - 1978 Rój (The Swarm) – Brad Crane - 1978 Suita kalifornijska (California Suite) – Sidney Cochran - 1979 Po tragedii Posejdona (Beyond the Poseidon Adventure) – kpt. Mike Turner - 1979 Ashanti – dr David Linderby - 1980 W przebraniu mordercy lub Ubranie mordercy (Dressed to Kill) – dr Robert Elliott - 1980 Wyspa (The Island) – Blair Maynard - 1981 Ręka (The Hand) – Jon Lansdale - 1981 Ucieczka do zwycięstwa (Victory) – kpt. John Colby - 1982 Śmiertelna pułapka (Deathtrap) – Sidney Bruhl - 1983 Konsul honorowy (The Honorary Consul) – Charley Fortnum |  | - 1983 Człowiek-zagadka (The Jigsaw Man) – Philip Kimberly/Sergei Kuzminsky - 1983 Edukacja Rity (Educating Rita) – dr Frank Bryant - 1984 To cholerne Rio (Blame It on Rio) – Matthew Hollis - 1985 Pakt Holcrofta (The Holcroft Covenant) – Noel Holcroft - 1985 Woda (Water) – Baxter Thwaites - 1986 Mona Lisa – Mortwell - 1986 Słodka wolność (Sweet Liberty) – Elliott James - 1986 Hannah i jej siostry (Hannah and Her Sisters) – Elliot - 1986 Ulica Półksiężyca (Half Moon Street) – lord Bulbeck - 1986 Drugi świat (The Whistle Blower) – Frank Jones - 1987 Miłość i pieniądze (Surrender) – Sean Stein - 1987 Szczęki 4 – Zemsta (Jaws: The Revenge) – Hoagie Newcombe - 1987 Czwarty protokół (The Fourth Protocol) – John Preston - 1988 Parszywe dranie (Dirty Rotten Scoundrels) – Lawrence Jamieson - 1988 Kuba Rozpruwacz (Jack the Ripper) – Frederick Abberline - 1988 Po kłębku do nitki (Without a Clue) – Sherlock Holmes - 1990 Pan Przeznaczenie (Mr. Destiny) – Mike - 1990 Jekyll i Hyde (Jekyll & Hyde) – dr Henry Jekyll/pan Edward Hyde - 1990 Szok dla systemu (A Shock to the System) – Graham Marshall - 1991 Strzał w dziesiątkę (Bullseye!) – Sidney Lipton/dr Hicklar - 1992 Czego nie widać (Noises Off...) – Lloyd Fellowes - 1992 Opowieść wigilijna muppetów (The Muppet Christmas Carol) – Ebenezer Scrooge - 1992 Błękitny lód (Blue Ice) – Harry Anders - 1994 Na zabójczej ziemi (On Deadly Ground) – Michael Jennings - 1995 Czerwona zagłada (Bullet to Beijing) – Harry Palmer - 1994 World War II: When Lions Roared – Józef Stalin - 1996 Rosyjski łącznik (Midnight in St. Petersburg) – Harry Palmer - 1996 Krew i wino (Blood and Wine) – Victor - 1997 Mandela i de Klerk (Mandela and de Klerk) – Frederik W. de Klerk - 1997 20 000 mil podmorskiej żeglugi (20 000 Leagues Under the Sea) – kpt. Nemo - 1998 O mały głos (Little Voice) – Ray Say - 1998 W strefie cienia (Shadow Run) – Haskell - 1999 Goście z zaświatów (Curtain Call) – Max Gale - 1999 Wbrew regułom (The Cider House Rules) – dr Wilbur Larch - 1999 Dłużnicy (The Debtors) - 2000 Miss Agent (Miss Congeniality) – Victor Melling - 2000 Mgnienie (Shiner) – Billy Simpson - 2000 Dorwać Cartera (Get Carter) – Cliff Bumby - 2000 Zatrute pióro (Quills) – dr Royer-Collard - 2001 Ruchome piaski (Quicksand) – Jake Mellows - 2001 Ostatnia prośba (Last Orders) – Jack Dodd - 2002 Austin Powers i Złoty Członek (Austin Powers in Goldmember) – Nigel Powers, ojciec Austina - 2002 Spokojny Amerykanin (The Quiet American) – Thomas Fowler - 2003 Aktorzy (The Actors) – O’Malley - 2003 Deklaracja (The Statement) – Pierre Brossard - 2003 Wakacje Waltera (Secondhand Lions) – Garth - 2004 Na zakręcie (Around the Bend) – dziadek Henry - 2005 Czarownica (Bewitched) – Nigel Bigelow - 2005 Batman: Początek (Batman Begins) – Alfred Pennyworth - 2005 Prognoza na życie (The Weather Man) – Robert Spritz - 2006 Ludzkie dzieci (Children of Men) – Jasper Palmer - 2006 Prestiż (The Prestige) – Cutter - 2007 Plan bez skazy (Flawless) – dozorca Hobbs - 2007 Pojedynek (Sleuth) – Andrew Wyke - 2008 Mroczny Rycerz (The Dark Knight) – Alfred Pennyworth - 2009 Harry Brown – Harry Brown - 2010 Incepcja (Inception) – Miles - 2012 Podróż na Tajemniczą Wyspę (Journey 2: The Mysterious Island) – Alexander Anderson - 2012 Mroczny Rycerz powstaje (The Dark Knight Rises) – Alfred Pennyworth - 2013 Iluzja (Now You See Me) – Arthur Tressler - 2013 Ostatnia miłość pana Morgana (Mr. Morgan’s last love) – Sandra Nettelbeck - 2014 Interstellar - 2015 w filmie The Last Witch Hunter - 2015 Młodość - 2017 W starym, dobrym stylu - 2018 Król złodziei (King of Thieves) – Brian Reader - 2020 Tenet - 2020 Piotruś Pan i Alicja w Krainie Czarów |

## Nagrody
- Nagroda Akademii Filmowej Najlepszy aktor drugoplanowy: 1986 Hannah i jej siostry Najlepszy aktor drugoplanowy: 1999 Wbrew regułom
- Złoty Glob
  - Najlepszy aktor w filmie komediowym: lub musicalu: 1983 Edukacja Rity Najlepszy aktor w miniserialu
  - lub filmie telewizyjnym: 1989 Kuba Rozpruwacz  Najlepszy aktor w filmie komediowym
  - lub musicalu: 1998 O mały głos
- Nagroda BAFTA Najlepszy aktor: 1983Edukacja Rity
- Oscary
  - 1987: Najlepszy aktor drugoplanowy za Hannah i jej siostry (1986)
  - 2000: Najlepszy aktor drugoplanowy za Wbrew regułom (1999)

- Satelity
  - Najlepszy aktor w dramacie za Spokojny Amerykanin (2002)[22]